# Xeltis
Xeltis is een Nederlands/Zwitsers bedrijf dat voor cardiovasculaire doeleinden materialen ontwikkelt op basis van polymeren. De geproduceerde kunstkleppen en kunstvaten worden bij de patiënt ingebracht waarna het lichaam ze door lichaamseigen weefsel vervangt. Dit wordt ETR (Endogenous Tissue Restoration) genoemd. Bij meer dan 25 mensen is materiaal geïmplanteerd tijdens klinische testen.
Bij een aantal kinderen is het materiaal gebruikt voor het herstel van hartkleppen.

## Geschiedenis
- 2006: Xeltis werd in Zwitserland opgericht.
- 2007: Qtis werd in Nederland opgericht.
- 2012: fusie tussen Xeltis en Qtis afgerond.
- 2013: eerste implantaten ingebracht.
- 2016: eerste kunstkleppen bij kinderen ingebracht.[2]
- 2017: met de derde crowdfundingsactie werd 45 miljoen euro opgehaald.[3]

## Prijzen
Naast enkele nominaties heeft Xeltis ook prijzen gewonnen:
- Biovision Next Gem Award 2013
- Goud in de categorie Testing & Treatment Options, Edison Awards 2017[4]